# Vincent Roux (peintre)
 (août 2018).
Si vous disposez d'ouvrages ou d'articles de référence ou si vous connaissez des sites web de qualité traitant du thème abordé ici, merci de compléter l'article en donnant les références utiles à sa vérifiabilité et en les liant à la section « Notes et références ».
Pour les articles homonymes, voir Vincent Roux et Roux.
Vincent Victor Roux, né le 1er décembre 1928 à Marseille (Bouches-du-Rhône) et mort le 8 juin 1991 à Paris, est un peintre figuratif français.
Depuis 1948, soixante expositions de peinture et dessins ont été organisées et cinq mille œuvres ont été réparties ou inventoriées dans des musées ou collections privées.

## Biographie

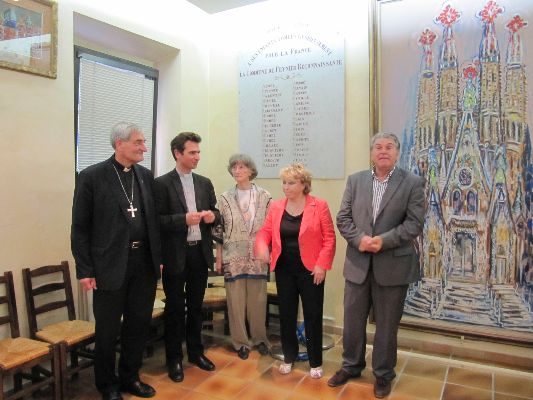
Inauguration de l'exposition de Vincent Roux à l'hôtel de ville de Peynier : Père B. De Roux ; C. Burle ; M. Joissans-Masini ; Monseigneur C. Dufour ; M. Cornut-Caral

Vincent Roux fait ses études secondaires au Collège des Maristes à La Seyne-sur-Mer (Var), ainsi qu'au Collège catholique d'Aix-en-Provence. Après 1946, il partage son temps entre Saint-Tropez, Aix-en-Provence, Venise et Paris.
En 1948, il entre à l'École supérieure des beaux-arts de Marseille. Il y reçoit le premier prix d'ensemblier-décorateur la même année[réf. nécessaire], ainsi que le Prix du Conseil général des Bouches-du-Rhône[réf. nécessaire], exposition à la préfecture de Marseille. En 1949 il obtient le premier prix de maquette de théâtre[réf. nécessaire], ainsi que le premier prix mode et publicité, avec éloges et félicitations du jury[réf. nécessaire]. En 1950 le premier prix de peinture[réf. nécessaire], en 1951 le prix Stanislas-Torrents[réf. nécessaire], ainsi qu'en 1952 le prix Claverie « paysage ».[réf. nécessaire]
Dès 1950, il dirige la galerie Moullot à Marseille où il expose quelques maîtres provençaux du XIXe : Guigou, Casile, Olive, Aiguier, Loubon… Puis il présente des œuvres de Matisse, Gleizes, Verdilhan et de ses amis Ambrogiani, Audibert, Ferrari, Botinelly… ainsi que les membres de la Société de l’Art occitan.
En 1953, il s’inscrit à l’Académie Julian à Paris où il est plus particulièrement formé par Albert Gleizes, Brianchon, Dunoyer de Segonzac. Mac-Avoy et Matisse comptent aussi parmi ses professeurs.[réf. nécessaire] Sa grande puissance de travail[Quoi ?] lui permet de mener de pair sa carrière artistique et sa vie mondaine.
« Il est très remarquable que notre époque estime à un très haut prix les livres ennuyeux, les pièces injouables, les philosophes lugubres, et les portraits diffamatoires. Vincent Roux, lui, travaille pour plaire, non pour surprendre… Rien ne se fait de beau que par amour ». C’est ainsi que Marcel Pagnol louait[non neutre] la « volonté de plaire » de cet artiste, qu’il oppose à la « volonté d’étonner » de trop de nos contemporains.[réf. nécessaire]
En 1960, Vincent Roux et Hélène Caral de Montety créent à Aix-en-Provence une galerie d’antiquités, Le Buisson ardent et l’artiste s’installe à Peynier, dont le maire est son oncle et parrain, le sénateur Vincent Delpuech, non loin de ses amis[réf. nécessaire] Bernard et Annabel Buffet à Château l’Arc. En 1968, il réalise les costumes et les décors du Le Barbier de Séville présenté à l’Opéra de Marseille ; la même année, il est nommé expert près la Cour d’Appel d’Aix-en-Provence (et en 1979, expert près la Cour d’Appel de Paris).[réf. nécessaire]

## Expositions
- 1948 : Première exposition de Vincent Roux à la Préfecture de Marseille. L'artiste âgé de 19 ans reçoit le Prix du Conseil général des Bouches-du-Rhône.
- 1950 : Salon d'automne à Paris
- 1950, 1951 et 1952 : Vachon, Saint-Tropez
- 1952 : Amis des Arts, Aix-en-Provence
- 1952 - 1953 : Moullot, Marseille.
- 1953 : Doucet, Paris.
- 1956 : Jouvène et Puget, Marseille ; Gazette des Beaux-Arts, Paris.
- 1957 : Wildenstein, Paris ; Little Studio Madison Avenue, New York.
- 1958, 1959 et 1960 : Galerie 93, Paris.
- 1961 : Mairie de Cassis.
- 1962 : Musée d'Art moderne, Amsterdam.
- 1963 : Villa d'Este, Chicago.
- 1964 : Le Buisson ardent, Aix-en-Provence.
- 1965 : Exposition Bastide de Tourtour, Alpes-de-Haute-Provence
- 1965, 1969, 1972 : Les Enfants terribles, Megève.
- 1967 : Georges Barry, Saint-Tropez.
- 1967 - 1968 : Merenciano, Marseille ; Spinazzola, Aix-en-Provence.
- 1970, 1971, 1972, 1973, 1975 : Emmanuel David, Paris.
- 1971 - 1972 : Philippe Tallien, Saint-Tropez.
- 1973 : Palais de l'Europe, Menton.
- 1975 - 1976 : Les Pâris d'Hélène, Aix-en-Provence.
- 1976 : Sauveur Stammegna, Marseille.
- 1977 : Saint-Martin, Saint-Tropez ; Art Forum, Monte-Carlo.
- 1979 : Musée Du Jeu De Paume vu par Vincent Roux, Saint-Tropez.
- 1983 : Galerie française, Munich.
- 1983 - 1984 : José Chapuis, Valence.
- 1985 : Musée du Vieil Aix, Aix-en-Provence.
- 1986 : La Mamounia, Marrakech.
- 1986 : Fresque Transfiguration de la montagne Sainte-Victoire, hôtel de Gaillard d'Agoult, Aix-en-Provence (non visible actuellement[Quand ?])
- 1987 : Vie d'artiste, Musée d'Art moderne de Toulon.
- 1990 : Les treize Europe de Vincent Roux, Fondation Vasarely, Aix-en-Provence.
- 1998 : Hommage à Vincent Roux, Ambassade du Tourisme, Saint-Tropez.
- 1999 : Vincent Roux et la Provence, Musée du Vieil Aix, Aix-en-Provence
- 2005: Cité du Livre Aix-en-Provence, Video, Site et conférence par J.M.Royer
- 2007 : Château Hôtel de la Messardière, Saint-Tropez Le Saint-Tropez de Vincent Roux
- 2008 : Salle Jean Despas, Saint-Tropez Les Peintres de Saint-Tropez
- 2009 : Hommage à Vincent Roux, Salon Smart à Aix-en-Provence. Hommage à Brigitte Bardot, MA, portrait de BB par Vincent Roux, Boulogne-Billancourt. La Porte de Brandebourg, Mairie d'Aix-en-Provence.
- 2010 : Portrait de Brigitte Bardot par Vincent Roux, Espace des Lices Saint-Tropez.
- 2011 : La Sagrada Familia de Gaudi par Vincent Roux. Création de T-Shirts Sagrada Familia, JMJ Madrid 2011 pour le diocèse Aix-Arles.
- 2012 : Journées du Patrimoine à Peynier.
- 2013 : Journées européennes du patrimoine|Journées du Patrimoine à Peynier[1]. À cette occasion, expositions d'une quarantaine d'œuvres sur le thème de la Sainte Victoire, les maquettes du Barbier de Séville, ainsi qu'une série de portraits : Autoportrait de Vincent Roux, Brigitte Bardot, Hélène Caral de Montety, Noureev, Annabel Buffet...
- Du 16 octobre au 13 novembre, exposition de sept toiles de Vincent Roux en l'église Saint Jean de Malte à Aix-en-Provence (dont Notre dame de paris, Sainte-Victoire et Saint-Tropez). À la suite de cet événement l'APPO Vincent Roux a laissé en dépôt à l'église Saint Jean de Malte, la Sagrada Familia, œuvre emblématique des Treize Europe de Vincent Roux.

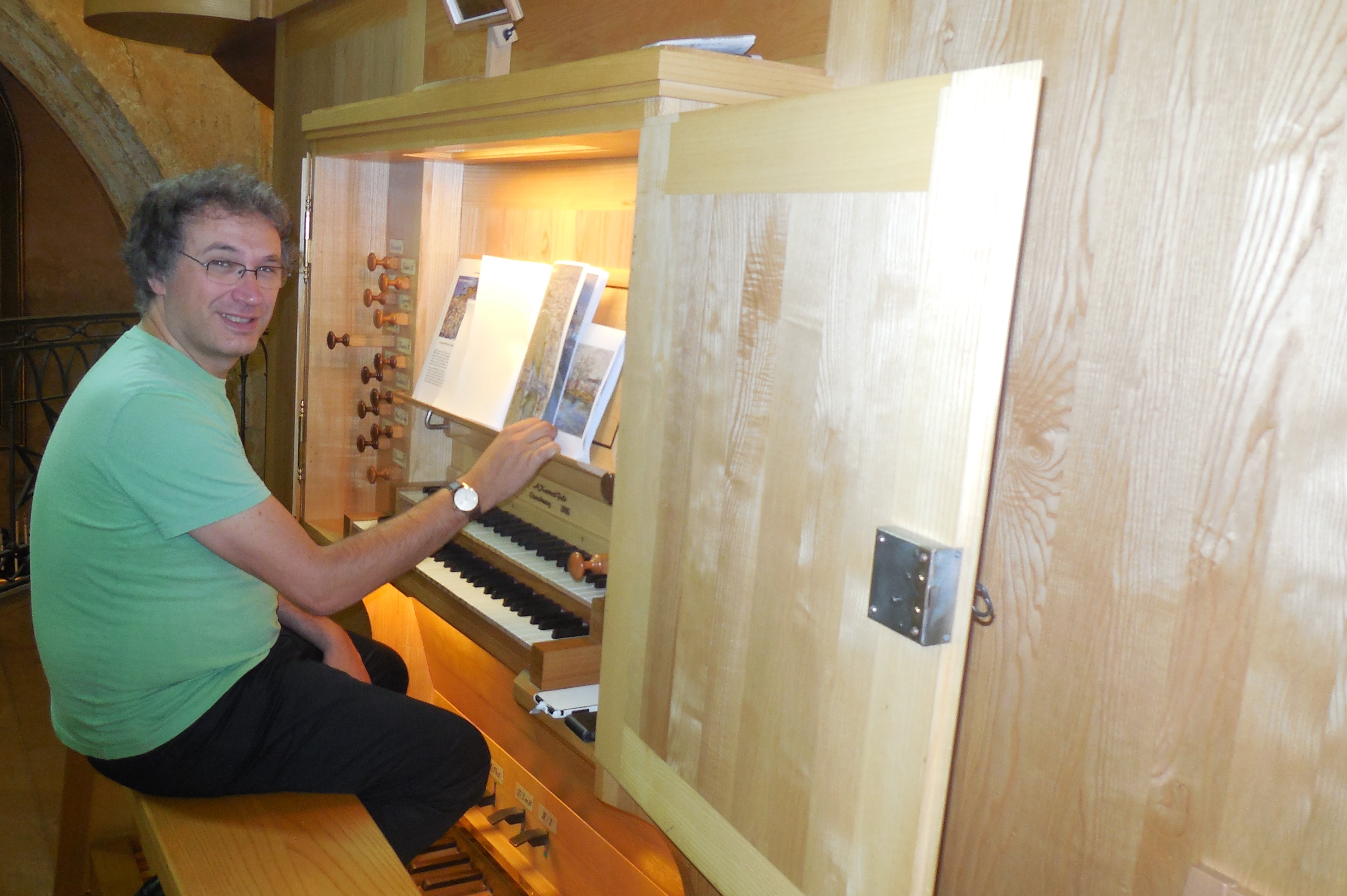
Thierry Escaich en l'église Saint Jean de Malte avant le concert, le 17 octobre 2014.

- Le 17 octobre 2014, l'organiste-compositeur Thierry Escaich donna un concert en l'église Saint Jean de Malte, à Aix en Provence, Improvisations sur les Treize Europe de Vincent Roux, à l'occasion du 25ème anniversaire de la chute du mur de Berlin. Les toiles de l'artiste sur lesquelles l'organiste improvisa ont été exposées dans l'église jusqu'au 12 novembre.
- 2015 : Septembre 2015, Exposition à l'église Saint Jean de Malte, Aix-en-Provence. Présentation & vidéo (1985) par Nicole Martin-Vigne, conservateur du musée Estienne de Saint Jean.
- 2016 : Du 18 juin au 4 septembre, présentation du portrait de Rudolf Noureev par Vincent Roux lors de l'exposition Gabriel Dussurget 1948 - La création du festival d'Aix en Provence.
- 2017 : Février 2017 - Janvier 2018, présentation du portrait de Brigitte Bardot par Vincent Roux lors de l'exposition Brigitte Bardot, Mythe à Saint-Tropez - Musée de la gendarmerie et du cinéma de Saint-Tropez.

## Théâtre
- Décors et costumes pour le Barbier de Séville, Opéra de Marseille, 1968

## Tapisseries
- Premier tissage de tapisserie d’Aubusson sur le thème « Fleurs » de Vincent Roux, 1979
- « Arlequin », musée d’Art moderne, Amsterdam, 1962

## Télévision
- 1972 : télévision allemande, Journal d’extérieur, Portrait de Vincent Roux, réalisateur : Jürgen Neven
- 1973 : émission de Jacques Chancel, Le Grand Échiquier, Saint-Tropez
- 1979 : émission de Jean-Michel Royer, L’invité de Fr3, La Sainte-Victoire
- 1980 : émission télévision 3e chaîne, Portrait de peintre par Iskowitch
- 1983 : émission « Vagabondages », Portrait d’artiste, TF1
- 1985 : Vidéo : Exposition au musée du Viel Aix.
- 2006 : Vidéo, site internet, conférence par Jean-Michel Royer, Cité du livre Aix-en-Provence.

## Radio
- 2007 : Radio dialogue Aix Marseille, Vincent Roux, interview Élisabeth Marchessaux et Michèle Cornut-Caral.